# Knjižica vozila
Knjižica vozila je javna isprava koju je izdalo nadležno tijelo i kojom se dokazuje vlasništvo određenog vozila, njegove tehničke i druge osobine i karakteristike.